# Duguetia vallicola
Duguetia vallicola J.F.Macbr. – gatunek rośliny z rodziny flaszowcowatych (Annonaceae Juss.). Występuje naturalnie w Panamie oraz Kolumbii. 

## Morfologia
PokrójZimozielone drzewo lub krzew dorastające do 10–25 m wysokości.
LiścieMają kształt od eliptycznego do podłużnego. Mierzą 9,7–34,2 cm długości oraz 3–11 cm szerokości. Nasada liścia jest rozwarta. Blaszka liściowa jest całobrzega o spiczastym wierzchołku. Ogonek liściowy jest owłosiony i dorasta do 3–6 mm długości.
KwiatyZebrane w pęczki, rozwijają się w kątach pędów. Działki kielicha mają owalny kształt i dorastają do 8–12 mm długości. Płatki mają owalny kształt i osiągają do 25 mm długości. Kwiaty mają około 40–50 słupków.
OwocePojedyncze. Mają elipsoidalny kształt. Osiągają 15–25 mm długości.

## Biologia i ekologia
Rośnie w lasach, na terenach nizinnych.